# Padang Kahombu
Padang Kahombu is een bestuurslaag in het regentschap Tapanuli Selatan van de provincie Noord-Sumatra, Indonesië. Padang Kahombu telt 700 inwoners (volkstelling 2010).